# HD 100546
HD 100546 còn được gọi là KR Muscae, là 1 ngôi sao dãy chính loại G, cách Trái đất 320 năm ánh sáng. Nó có bạn đồng hành là HD 100546 b cách nó khoảng 13 AU. Nó quay quanh quỹ đạo khoảng 20 ngoại hành tinh ở độ dài 6,5 AU, mặc dù việc kiểm tra kỹ hơn hình dạng đĩa cho thấy nó có thể là một vật thể nặng hơn như sao lùn nâu hoặc nhiều hành tinh. Ngôi sao được bao quanh bởi một đĩa hoàn cảnh từ khoảng cách 0,2 đến 4 AU, và một lần nữa từ 13 AU đến vài trăm AU, với bằng chứng cho thấy một tiền hành tinh hình thành ở khoảng cách khoảng 47 AU.
Ngôi sao này ước tính khoảng 10 triệu năm tuổi, nó nằm ở giới hạn tuổi cao nhất của loại sao thuộc Sao Herbig Ae/Be, và cũng là ví dụ gần nhất với Hệ Mặt Trời.
| Thiên thể đồng hành (thứ tự từ ngôi sao ra) | Khối lượng | Bán trục lớn (AU) | Chu kỳ quỹ đạo (ngày) | Độ lệch tâm | Độ nghiêng | Bán kính |
| ------------------------------------------- | ---------- | ----------------- | --------------------- | ----------- | ---------- | -------- |
| HD 100546 b                                 | >20 MJ     | 6.5               | —                     | —           | —          | < 6.9 RJ |
| HD 100546 c                                 | —          | 13.5              | —                     | —           | —          | —        |

## Kích thước

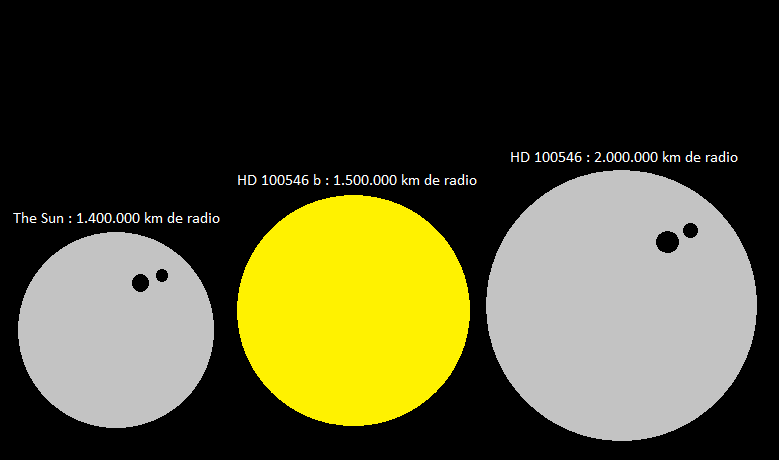
So sánh Mặt Trời (trái), HD 100546 b (giữa) và HD 100546 (phải)

### Đường kính (của các vật thể trong hệ sao):
- HD 100546: 2.000.000 km
- HD 100546b: 1.500.000 km